# Personaggi delle serie televisive del Marvel Cinematic Universe
Segue un elenco dei personaggi introdotti nelle serie televisive Disney+ del Marvel Cinematic Universe, di grande rilevanza per i film correlati.

## Introdotti inWandaVision
- Agatha Harkness: Una strega dotata di grandi poteri magici e con secoli di vita, dedita alla magia oscura. Viene attirata a Westview in quanto attirata dall'enorme potenza sprigionata da Wanda e si spaccia per la sua vicina di casa con il nome di Agnes. In realtà è interessata a scoprire la reale portata dei poteri di Wanda, ragion per cui manipola alcuni eventi infausti in città. Successivamente la affronta direttamente cercando di impossessarsi della sua magia, ma Wanda riesce a sconfiggerla dopo uno scontro e la intrappola nell'identità di Agnes. Interpretata da Kathryn Hahn e doppiata da Emanuela Damasio.
- Tyler Hayward: Il direttore dello S.W.O.R.D. e capo di Monica Rambeau. È convinto che Wanda Maximoff sia una pericolosa terrorista ed è intenzionato a eliminarla; in segreto ha ricostruito Visione alimentandolo con l'energia mistica di Wanda, che cerca di sfruttare per attaccare Wanda e la sua famiglia, venendo però fermato e arrestato dalle autorità per i suoi crimini. Interpretato da Josh Stamberg e doppiato da Carlo Scipioni.
- Ralph Bohner: Un abitante di Westview la cui casa è vicina a quella occupata da Wanda Maximoff e Visione; Agatha Harkness si impossessa della sua abitazione e lo pone sotto il suo controllo, mandandolo nei panni del defunto Pietro Maximoff da Wanda nella speranza che possa carpire informazioni sulla sua magia. Tiene reclusa Monica Rambeau quando intuisce le vere intenzioni di Agatha, ma la donna riesce a risvegliarlo dall'incantesimo facendolo tornare in sé. Nella sitcom di WandaVision Agatha lo cita spesso spacciandolo per suo marito. Interpretato da Evan Peters (interprete di Quicksilver nella saga degli X-Men)[1] e doppiato da Alessandro Campaiola.

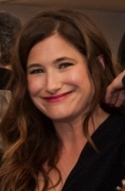
Kathryn Hahn, interprete di Agatha Harness.
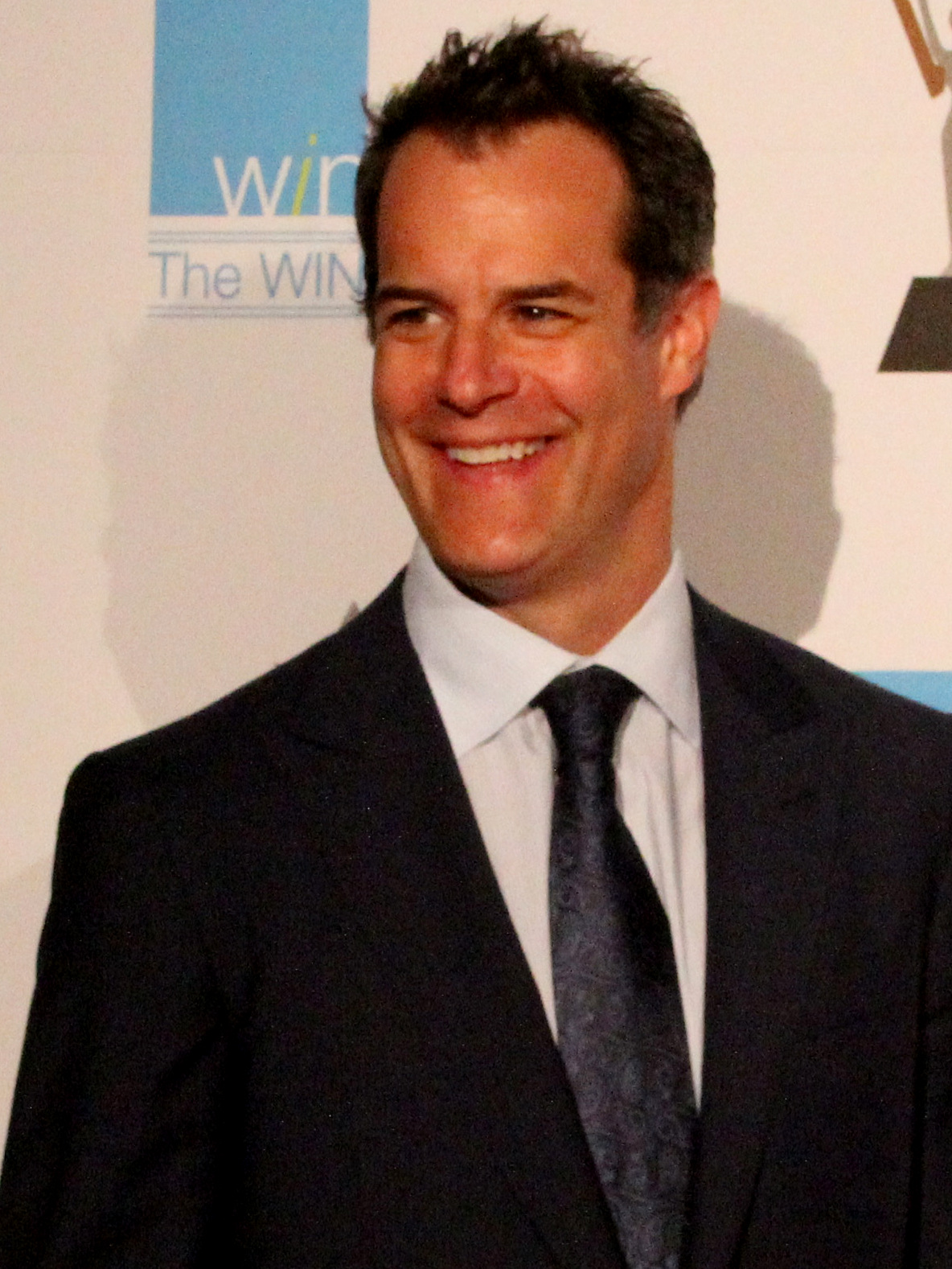
Josh Stamberg, interprete di Tyler Hayward.
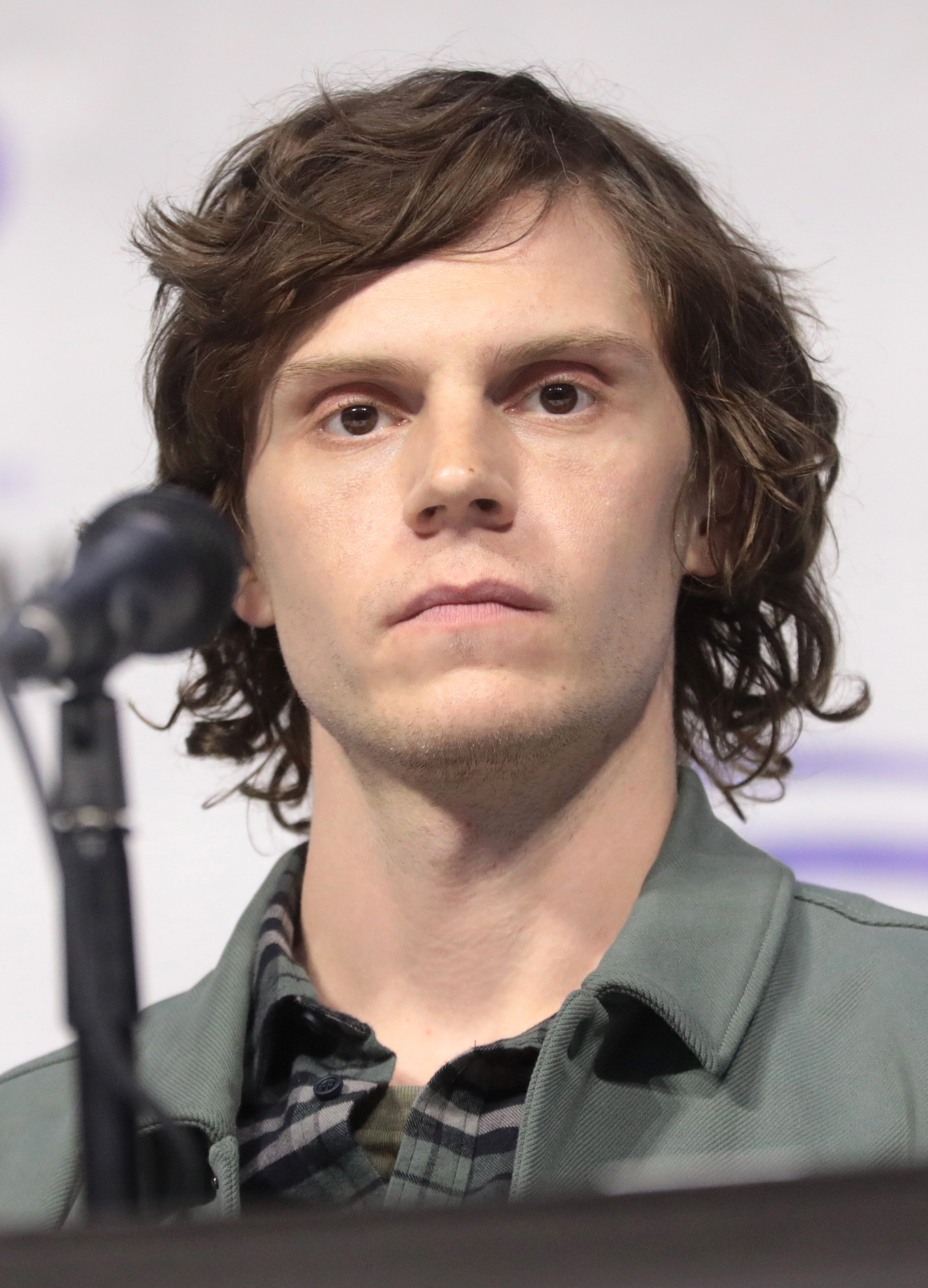
Evan Peters, interprete di Ralph Bohner.

## Introdotti inThe Falcon and the Winter Soldier
- Sarah Wilson: La sorella minore di Sam; vedova con due figli, gestisce l'attività di famiglia. Sam si ricongiunge con lei e i nipoti dopo la sconfitta di Thanos, cercando di aiutarla a fare fronti ai problemi economici. Dopo la sconfitta dei Flag-Smashers, celebra con Sam, Bucky e il resto della loro comunità il nuovo Capitan America, accettando il nuovo ruolo del fratello. Interpretata da Adepero Oduye e doppiata da Guendalina Ward.
- Karli Morgenthau: La leader di un gruppo anti-patriottico noto come gli Flag-Smashers, avversi al governo statunitense. Come i suoi compagni è stata sottoposta al siero del super soldato, che le conferisce forza e agilità sovrumani; fa parte delle milioni di persone sfrattate in seguito al Blip, che vuole riportare il mondo com'era prima diffondendo il siero del super-soldato. Viene uccisa da Sharon Carter, in realtà Power Broker, dopo uno scontro con Sam. Interpretata da Erin Kellyman e doppiata da Luisa D'Aprile.
- Lemar Hoskins / Battlestar: Migliore amico di John Walker e compagno d'armi, gli fa da spalla nel suo ruolo di Capitan America sotto lo pseudonimo di Battlestar. Rispetto a Walker è più calmo e meno impulsivo; viene ucciso durante uno scontro con i Flag-Smashers, facendo impazzire Walker che uccide violentemente uno dei terroristi in rappresaglia. Interpretato da Clé Bennett.

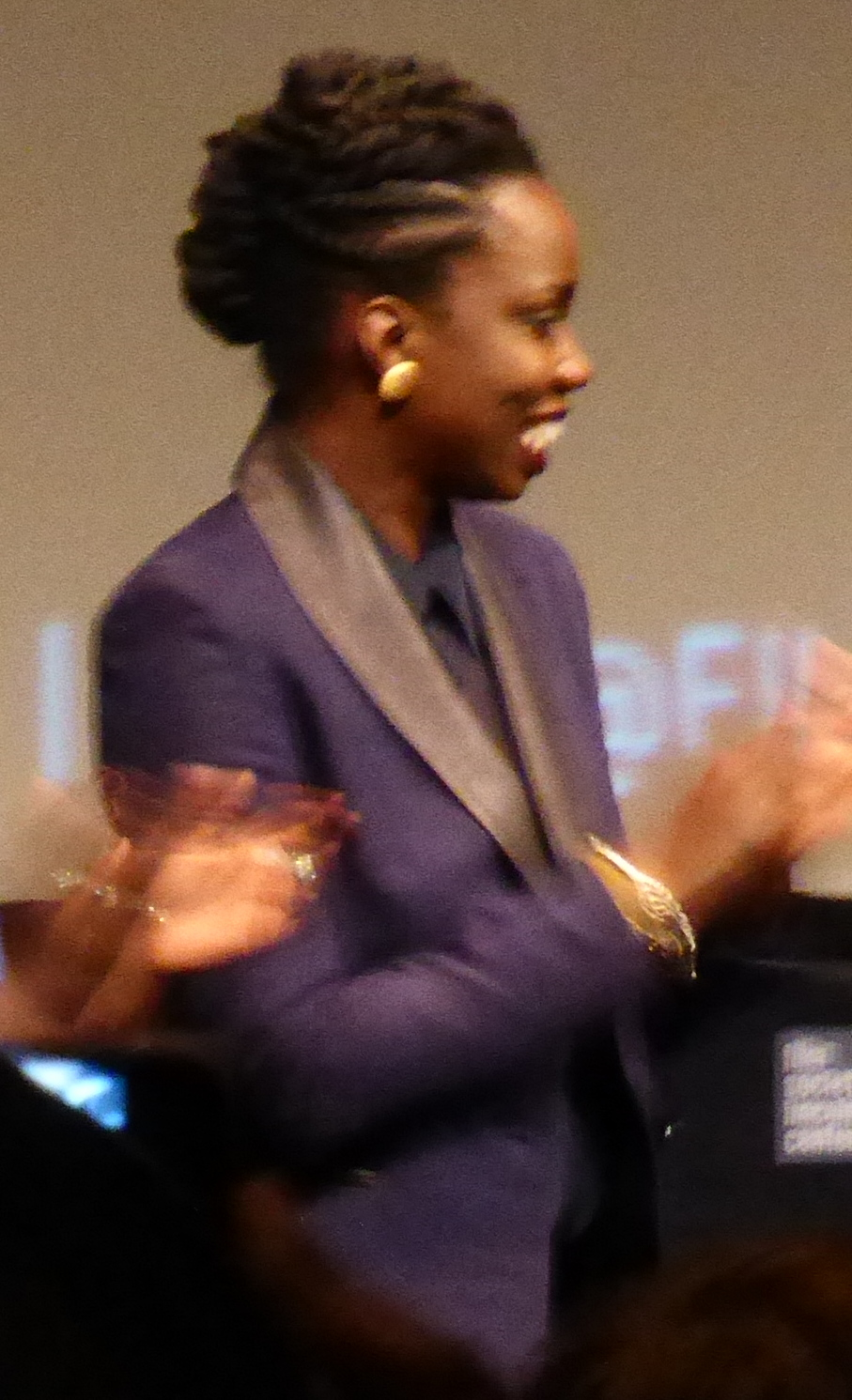
Adepero Oduye, interprete di Sara Wilson.
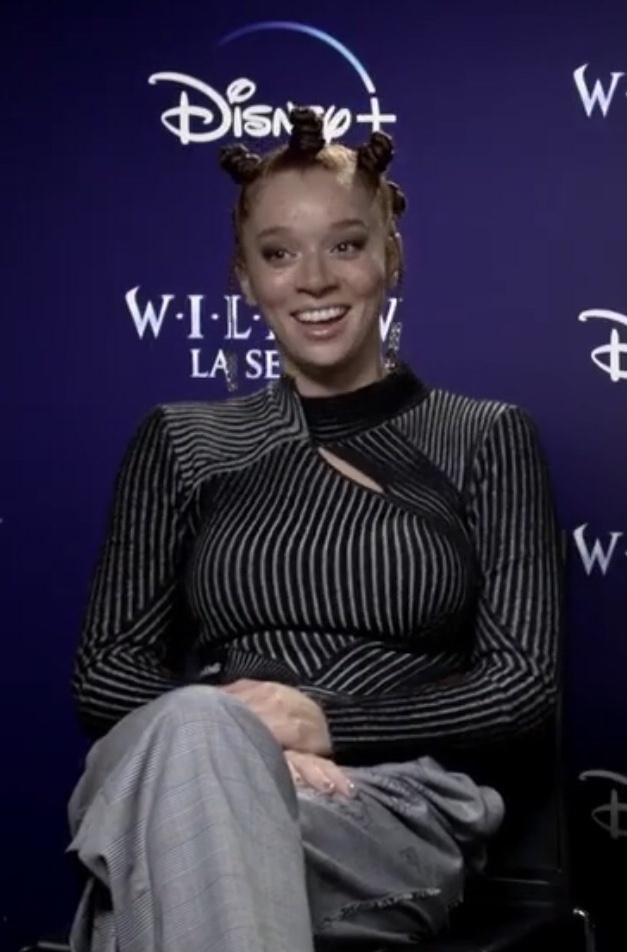
Erin Kellyman, interprete di Karli Morgenthau.

## Introdotti inLoki

### Prima stagione
- Sylvie: Una variante femminile di Loki; venne prelevata dalla TVA quando era bambina, ma riuscì a fuggire e crebbe nascondendosi in vari periodi temporali in costante fuga dall'organizzazione, imparando a controllare le persone con la magia e maturando desideri di vendetta verso i Custodi Temporali. Stringe un profondo legame affettivo con un'altra variante Loki del 2012 e ciò porta a mettere a rischio l'intera realtà a causa della bizzarria dell'evento e, dopo diverse vicissitudini, riesce a raggiungere con Loki il vero creatore della TVA. Uccide Colui che rimane per liberare la Sacra Linea Temporale e, dopo aver tradito Loki (pur amandolo) per adempiere al suo scopo, va su una linea temporale ramificata, dove inizia a lavorare in un McDonald. Accetta a malincuore di aiutare Loki e Mobius a salvare la TVA, in quanto tutte le realtà sono a rischio e, dopo il sacrificio di Loki, si saluta con Mobius prima di partire per una destinazione sconosciuta. È interpretata da Sophia Di Martino e doppiata da Martina Felli.
- Ravonna Lexus Renslayer: Una giudice della Time Variance Authority che processa Loki dopo la sua cattura per lo sfaldamento che ha causato nella linea temporale. È un'amica di Mobius e nutre dei dubbi sull'affidabilità del dio degli inganni; è determinata a catturare ed eliminare Sylvie e, successivamente, Loki, arrivando a far cancellare Mobius quando si allea con loro avendo scoperto le menzioni dell'organizzazione. In seguito inizia a sua volta a investigare su chi controlli davvero la TVA, pur mantenendo il segreto sui Custodi per impedire il disgregamento dell'organizzazione. Dopo il crollo della TVA, Ravonna mantiene la sua fedeltà per Colui che rimane e, seguendo le sue istruzioni, cerca di plasmare il suo futuro attraverso Victor Timely, salvo essere falciata e finire nel Vuoto da Loki e Sylvie. Interpretata da Gugu Mbatha-Raw e doppiata da Eleonora Reti.
- Casey: Un dipendente della TVA con un'ampia conoscenza del funzionamento dell'organizzazione. Aiuta Loki, Mobius, B-15 e O. B. a salvare la TVA dal collasso. Nella sua vita precedente era il detenuto Frank Morris, un rapinatore di banche noto per essere presumibilmente evaso da Alcatraz. In seguito alla riorganizzazione della TVA e del multiverso, continua a lavorare per l'organizzazione, ora volta a proteggere le linee temporali. Interpretato da Eugene Cordero, doppiato da Luca Mannocci.

### Seconda stagione
- X-05 / Brad Wolfe: Un Cacciatore della TVA molto leale al generale Dox. Quando la verità sull'organizzazione viene svelata, Dox lo incarica di andare a cercare Sylvie ma lui, disilluso da quanto appreso, recupera la sua vita sulla Sacra Linea Temporale andando a lavorare come attore. Loki e Mobius lo catturano per obbligarlo a rivelare dove si trova Sylvie e il piano di Dox. Interpretato da  Rafael Casal e doppiato da Giorgio Paoni.
- Ouroboros "O.B.": Un lavoratore della TVA relegato ai piani bassi, nonché una variante alternativa di Mobius M. Mobius. Ha scritto la guida alla TVA e si occupa di aggiustare e assicurare il funzionamento di ogni parte dell'organizzazione. Dopo aver aiutato Loki e Mobius a risolvere il problema dei salti temporali che affligge Loki, li assiste nel salvare la TVA dal collasso. Nella sua vita precedente era  A.D. Doug, un insegnante di fisica teorica e uno scrittore di fantascienza fallito. Dopo la riorganizzazione del multiverso e della TVA, O.B. scrive una nuova copia versione della guida alla TVA con Timely, facendo in modo che non diventi mai Colui che rimane. Interpretato da Ke Huy Quan, doppiato da Stefano Billi.

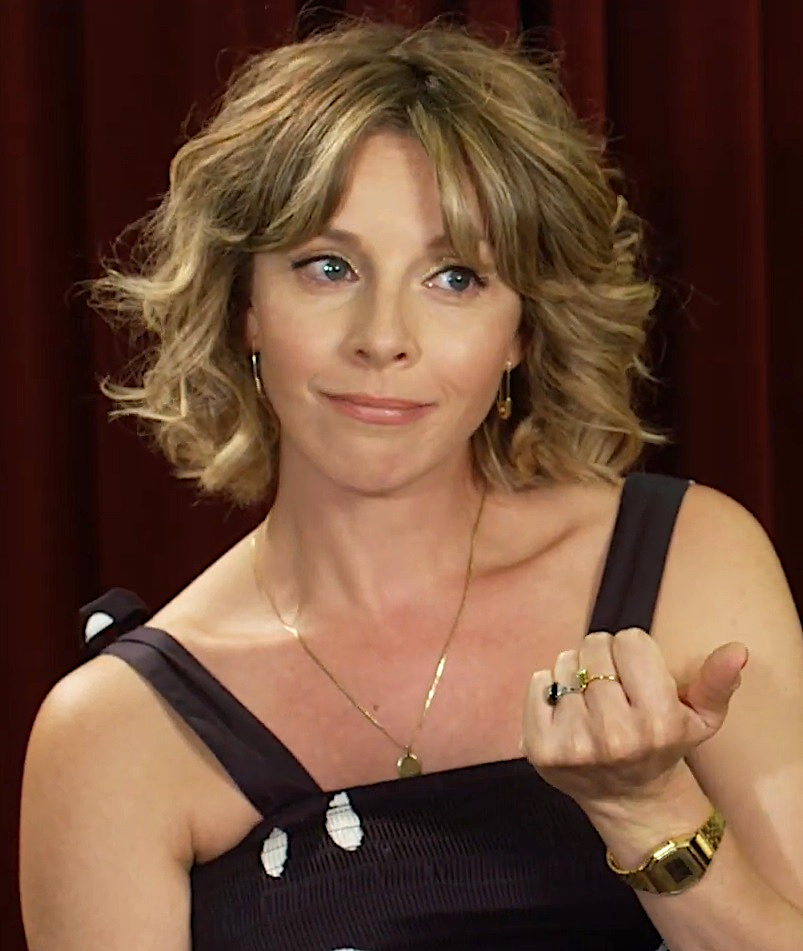
Sophia Di Martino, interprete di Sylvie.
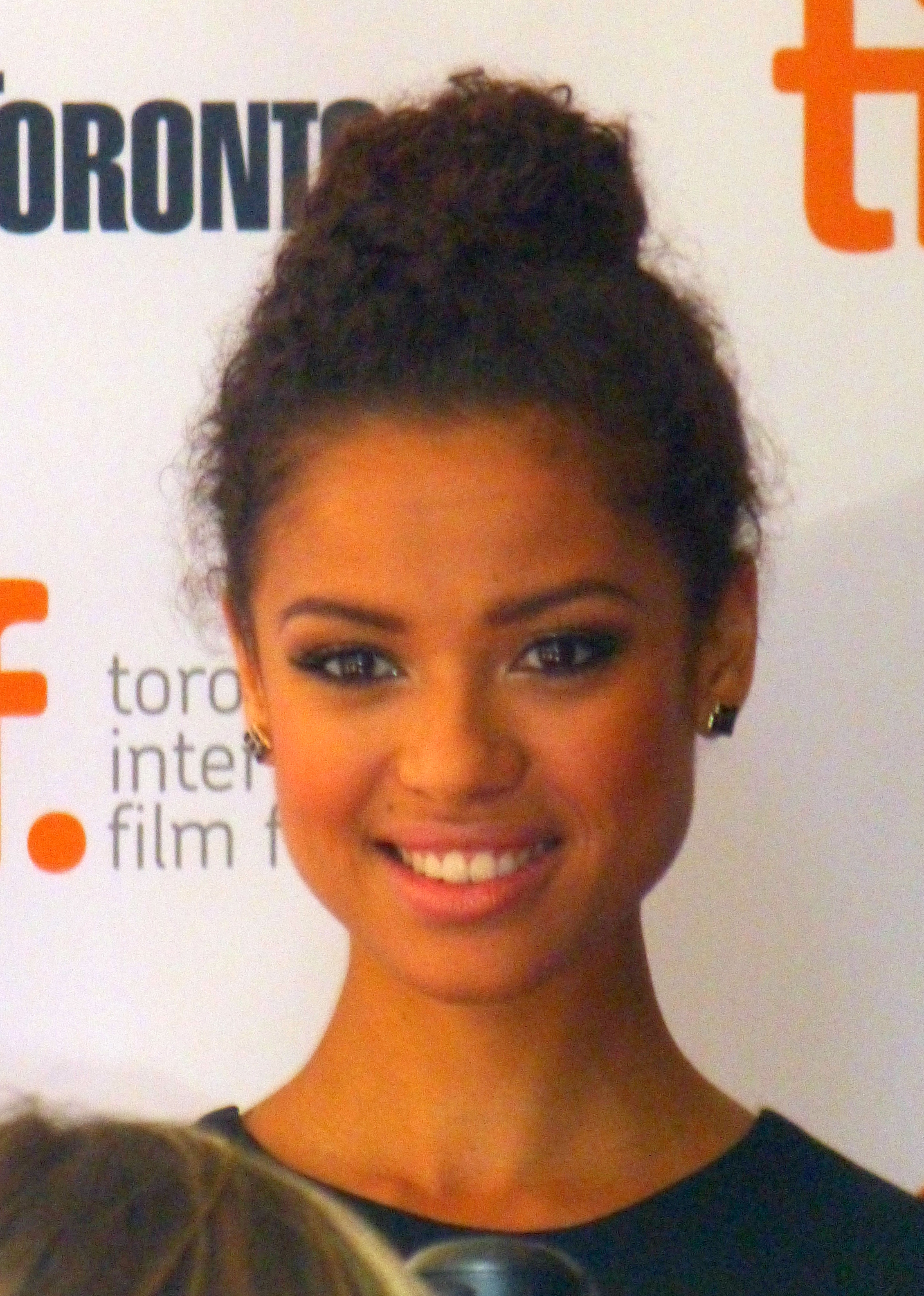
Gugu Mbatha-Raw, interprete di Ravonna Lexus Renslayer.
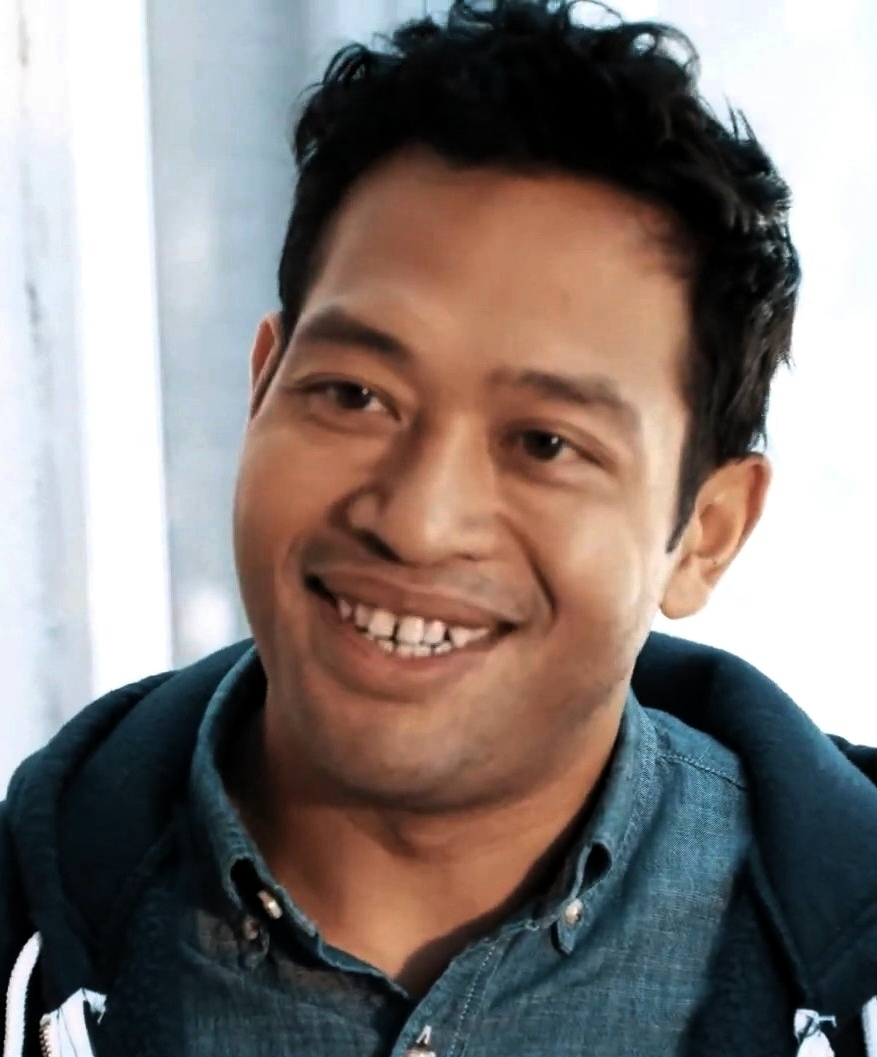
Eugene Cordero, interprete di Casey.
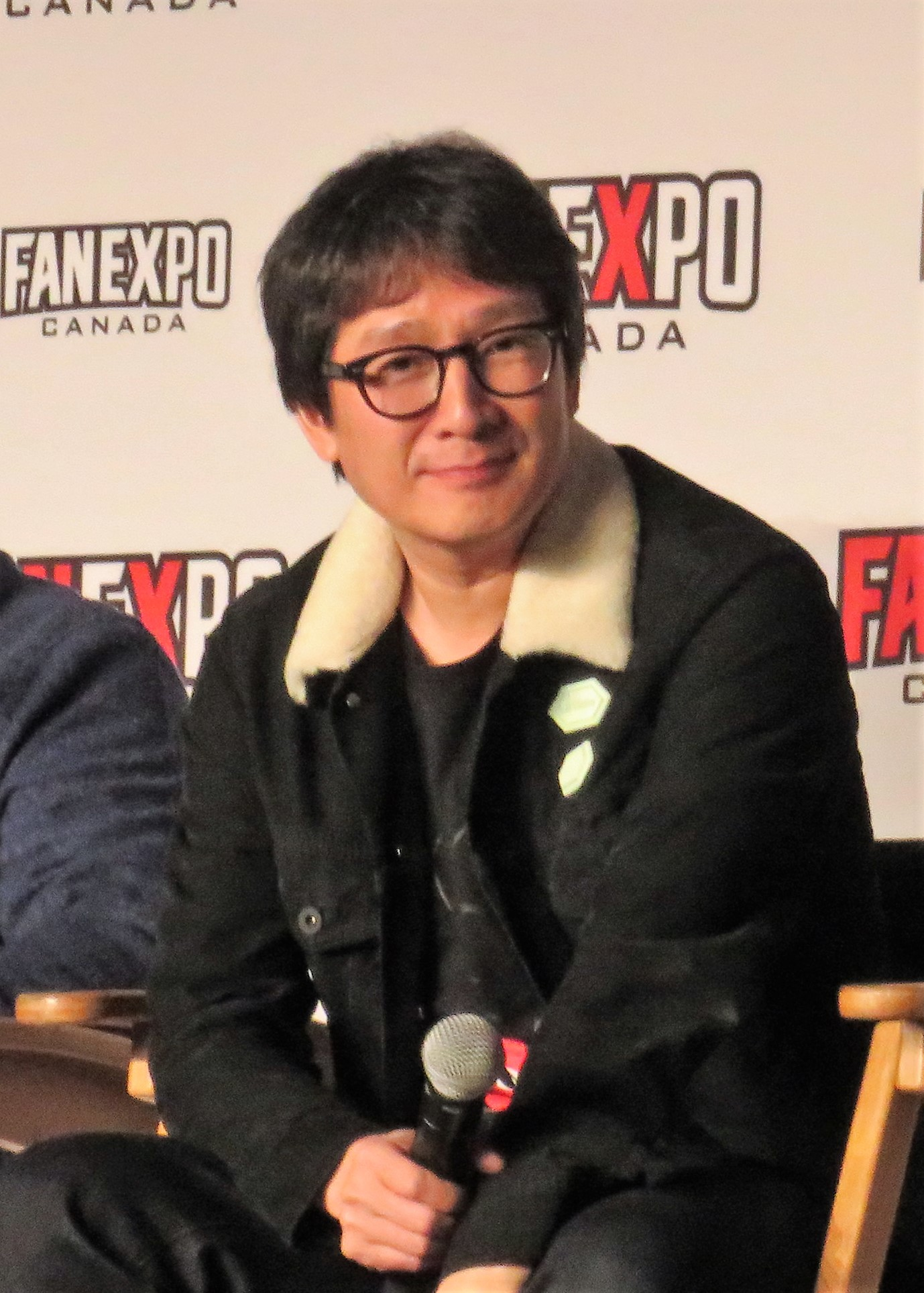
Ke Huy Quan, interprete di Ouroboros.

## Introdotti inWhat If...?

### Prima stagione
- Uatu l'Osservatore: Un alieno appartenente alla razza degli Osservatori, è una creatura quasi onnisciente capace di vedere quanto avviene nel Multiverso. Assiste allo svolgersi degli eventi ma ne rimane distaccato e raramente interviene di persona. Quando Ultron (entrato in possesso delle Gemme dell'Infinito) stermina tutti gli abitanti del suo universo e infrange il tessuto spazio-temporale per distruggere anche gli altri universi, aggredisce l'Osservatore quando cerca di fermarlo. Sconfitto, l'alieno decide di rompere il suo stesso giuramento per salvaguardare il Multiverso e chiede aiuto allo Strange Supremo. Dopo aver fermato Ultron con l'aiuto dei Guardiani del Multiverso, l'Osservatore rivela l'affezione che nutre per i personaggi che popolano le storie che segue costantemente, giurando di proteggere il Multiverso. Doppiato in originale da Jeffrey Wright e da Paolo Marchese in italiano.
- Peggy Carter / Captain Carter: Una variante alternativa di Peggy Carter, che riceve il siero del supersoldato al posto di Steve Rogers, per poi venire reclutata da Uatu l'Osservatore per entrare a far parte dei Guardiani del Multiverso in una battaglia contro il malvagio Infinity Ultron, una variante alternativa di Ultron. Si sacrificherà infine per salvare Uatu e le compagne, membri dei Guardiani del Multiverso, in una battaglia finale contro i tre Osservatori. Doppiata in originale da Hayley Atwell e da Ilaria Latini in italiano.
- Stephen Strange / Dottor Strange Supremo: Una variante alternativa dell'originale Dottor Strange che riesce a far funzionare la sua relazione con la dottoressa Christine Palmer ma, nel 2016, la donna muore in un incidente d'auto in cui Strange rimane illeso. In preda al dolore, Stephen diventa uno stregone e decide di usare l'Occhio di Agamotto per viaggiare nel tempo e impedire la morte di Christine, ma tutti i suoi tentativi si rivelano infruttuosi. L'Antico spiega a Strange che la morte di Palmer è "un punto fisso nel tempo" e cambiarlo potrebbe generare un paradosso che distruggerebbe la realtà. Il dottore decide di provare ugualmente e si dirige alla Biblioteca di Cagliostro, dove passa secoli ad assorbire esseri magici diventando un'alternativa versione di sé stesso chiamata Strange Supremo. Si scopre che l'Antico ha usato un incantesimo della Dimensione Oscura per dividere Strange in due esseri distinti così da dividere il suo potere: uno è Strange Supremo, l'altro è venuto a patti con la morte di Christine. Strange Supremo riesce ad assorbire l'altra sua metà, per poi usare tutto il suo potere per riportare in vita Christine, portando al collasso del suo universo; inutilmente lo stregone chiede l'aiuto di Uatu l'Osservatore, onnisciente spettatore del Multiverso, il quale si rifiuta di intervenire. Stephen assiste nuovamente alla morte di Christine e rimane l'unico superstite del suo universo in una dimensione tascabile. Tempo dopo, l’Osservatore recluta Strange per entrare a far parte dei Guardiani del Multiverso insieme a Captain Carter, Star-Lord (T'Challa), Thor, la Vedova Nera, Gamora e il Principe Killmonger per combattere contro Infinity Ultron, una variante alternativa di Ultron. La squadra riesce a disattivare Ultron grazie all'utilizzo della malefica Intelligenza Artificiale di Arnim Zola, poi Strange intrappola Zola ed Erik Killmonger (che ha tradito il gruppo per reclamare le Gemme dell'infinito) in una dimensione tascabile dove combatteranno in eterno sorvegliati da Strange stesso. Nonostante la possibilità di redenzione offertagli dall'Osservatore, lo stregone non perde la speranza di poter recuperare il proprio universo natio, perciò costruisce nel tempo un Santcum Infinituum in cui tiene centinaia di eroi e criminali provenienti da tutto il Multiverso rinchiusi all'interno di piccole dimensioni tascabili, con lo scopo di gettarli in un’enorme fucina e usare la loro energia per ricreare il suo universo e con esso Christine. Dopo aver dato la caccia a Kahhori, che gli si ribella, Strange rintraccia la sua vecchia alleata Captain Carter, che scopre la verità e insieme a Kahhori cerca di contrastarlo. Peggy riesce in extremis a far riemergere la parte razionale di Stephen, ma ciò avviene troppo tardi: Strange si lascia cadere insieme ai suoi demoni interiori dentro la fucina, ridando di fatto vita al proprio universo ma facendo sì che lui stesso non ci sia mai nato. Doppiato in originale da Benedict Cumberbatch e da Francesco Bulckaen in italiano.
- T'Challa / Star-Lord: Una variante alternativa dell'originale T'Challa (Pantera Nera) in cui nel 1988 alternativo, quando i Ravagers guidati da Yondu Udonta vengono inviati sulla Terra dal Celestiale Ego per recuperare suo figlio Peter Quill, ma fanno confusione e rapiscono per errore il piccolo T'Challa. Quest'ultimo, stanco di rimanere confinato in Wakanda, esprime con onore il desiderio di esplorare l'universo e Yondu lo fa rimanere. Vent'anni dopo, T'Challa è diventato un famoso mercenario galattico fuorilegge sotto l'alias di Star-Lord; i Ravagers sotto la sua guida sono diventati più benevoli, assistendo la popolazione della galassia salvando pianeti e persone da varie minacce. Tra le altre cose, ha convinto con la diplomazia Thanos a rinunciare ai suoi propositi genocidi, facendolo diventare un membro della squadra. Un giorno, T'Challa recupera su Morag l'Orb contenente la Gemma del potere e viene avvicinato da Nebula, che gli propone di rubare una sostanza in grado di dare vita agli ecosistemi dal Collezionista. Nel covo del criminale, T'Challa trova un'astronave wakandiana contenente un messaggio registrato di T'Chaka dal quale apprende che non ha mai smesso di cercarlo. Inizialmente infuriato con Yondu per avergli mentito riguardo alle circostanze del suo prelievo dalla Terra, si allea poi con lui per sconfiggere il Collezionista. In seguito a ciò, T'Challa e i Ravagers tornano nel Wakanda sulla Terra, dove l'uomo si ricongiunge con la famiglia. Successivamente, Ego arriva sulla Terra per sfruttare il potere di Peter Quill per colonizzare vari pianeti e T'Challa lo combatte con i Ravagers prima di essere reclutato da Uatu l'Osservatore, che lo ha scelto come membro dei Guardiani del Multiverso con la missione di sconfiggere una pericolosa variante di Ultron che è entrato in possesso delle Gemme dell'Infinito e vuole distruggere ogni forma di vita nel multiverso. T'Challa si unisce a Captain Carter, il Dottor Strange Supremo, Thor, Gamora e il Principe Killmonger in una battaglia contro Infinity Ultron (una variante alternativa di Ultron), scontro al quale si aggiunge la Natasha Romanoff di un altro universo. Nonostante riescano a vincere sfruttando la folle intelligenza artificiale di Arnim Zola per contaminare il corpo robotico di Ultron, Killmonger tradisce gli alleati e si contende le Gemme con Zola. Strange e l'Osservatore, avendo previsto tale esito, rinchiudono i due in una dimensione tascabile dove si scontreranno in eterno e T'Challa torna nel suo universo, dove salva Quill. Doppiato in originale da Chadwick Boseman e da Paolo Vivio in italiano.

### Seconda stagione
- Kahhori: Una giovane guerriera Mohawk che, in un universo in cui il Tesseract precipitò da Asgard sulla Terra dopo il Ragnarǫk, è colpita dal proiettile di un conquistador e cade dentro un portale creato proprio dal Tesseract all’interno di un lago. Risvegliandosi nel Mondo Celeste, circondata dai suoi antenati spariti nel lago nel corso dei decenni, Kahhori acquisisce i poteri infusi nel luogo e dà ai suoi compagni il coraggio di tornare nel mondo reale per salvare il loro popolo dalla colonizzazione spagnola. Viene poi rapita dal Dottor Strange Supremo e si allea con Captain Carter per sconfiggerlo, riuscendo a rimandare tutte le persone da lui rapite nei loro universi di appartenenza. Divenuta membro di una squadra di Guardiani del Multiverso guidata da Captain Carter, acquisisce in seguito i poteri da Uatu l'Osservatore diventando ella stessa un Osservatore del Multiverso. Doppiata in originale da Devery Jacobs e da Giulia Franceschetti in italiano.

### Terza stagione
- Ororo Munroe / Tempesta: Una potente mutante e dea del tuono, degna di brandire il martello di Thor e di controllare gli elementi naturali e cosmici. Inizialmente membro di una squadra di Guardiani del Multiverso guidata da Captain Carter, acquisisce in seguito i poteri da Uatu l'Osservatore diventando ella stessa un Osservatore del Multiverso. Doppiata in originale da Alison Sealy-Smith e in italiano da Eleonora De Angelis.
- Byrdie la papera: La giovane figlia alata di Darcy Lewis e di Howard il papero, esperta di tecnologia e in grado di proiettare fasci di energia cosmica. Inizialmente membro di una squadra di Guardiani del Multiverso guidata da Captain Carter, acquisisce in seguito i poteri da Uatu l'Osservatore diventando ella stessa un Osservatore del Multiverso. Doppiata in originale da Natasha Lyonne e da Alice Venditti in italiano.

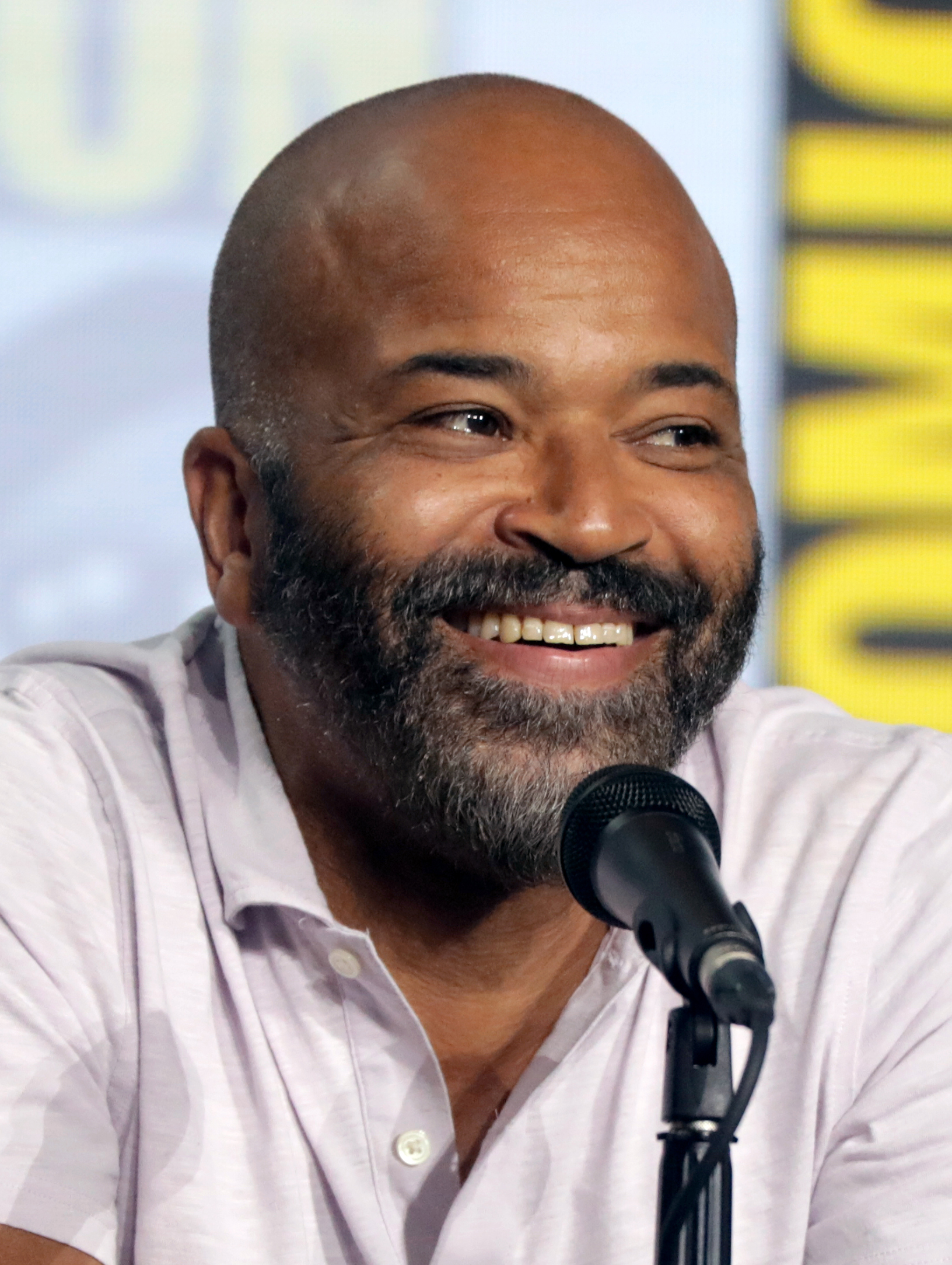
Jeffrey Wright, doppiatore originale di Uatu l'Osservatore.
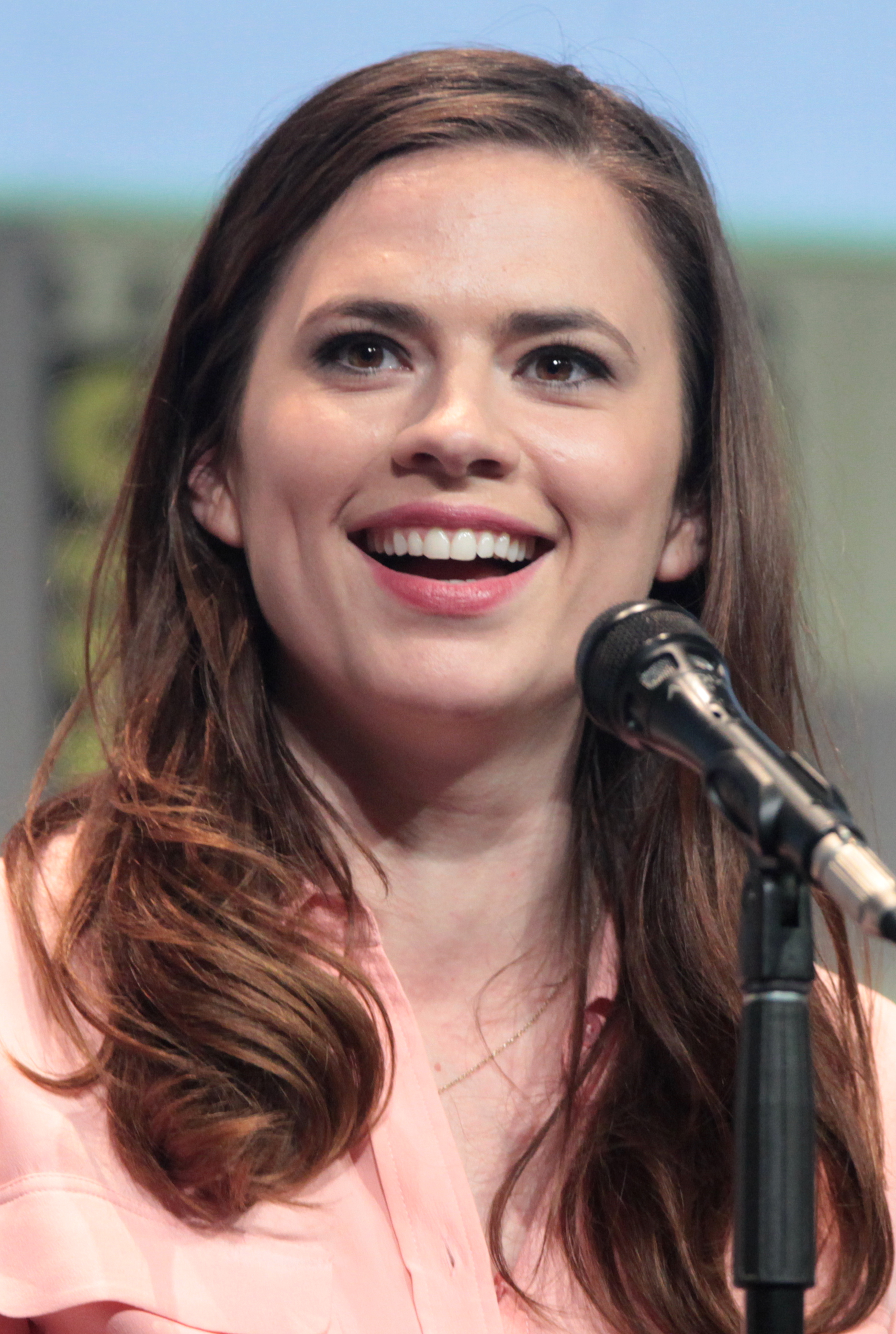
Hayley Atwell, doppiatrice originale di Peggy Carter / Captain Carter.
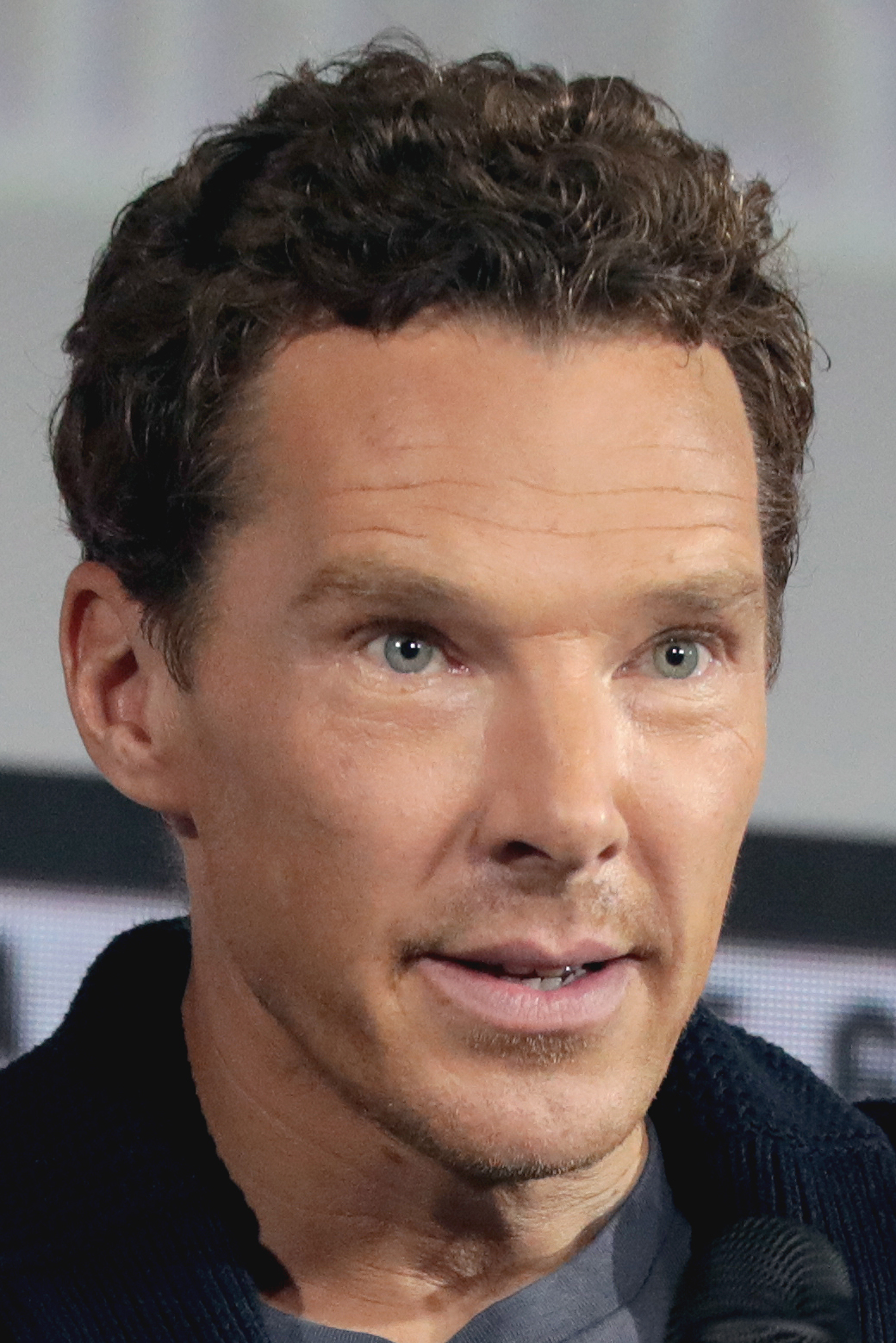
Benedict Cumberbatch, doppiatore originale di Stephen Strange / Dottor Strange Supremo.
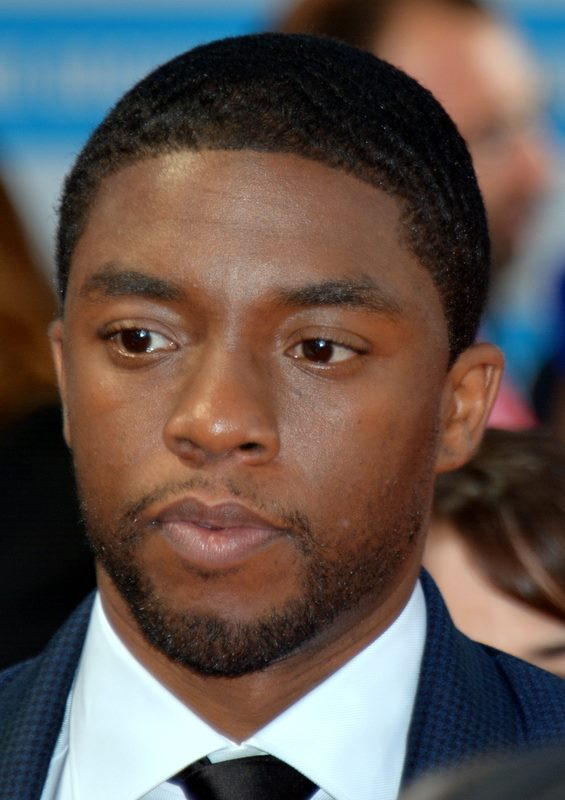
Chadwick Boseman, doppiatore originale di T'Challa / Star-Lord.
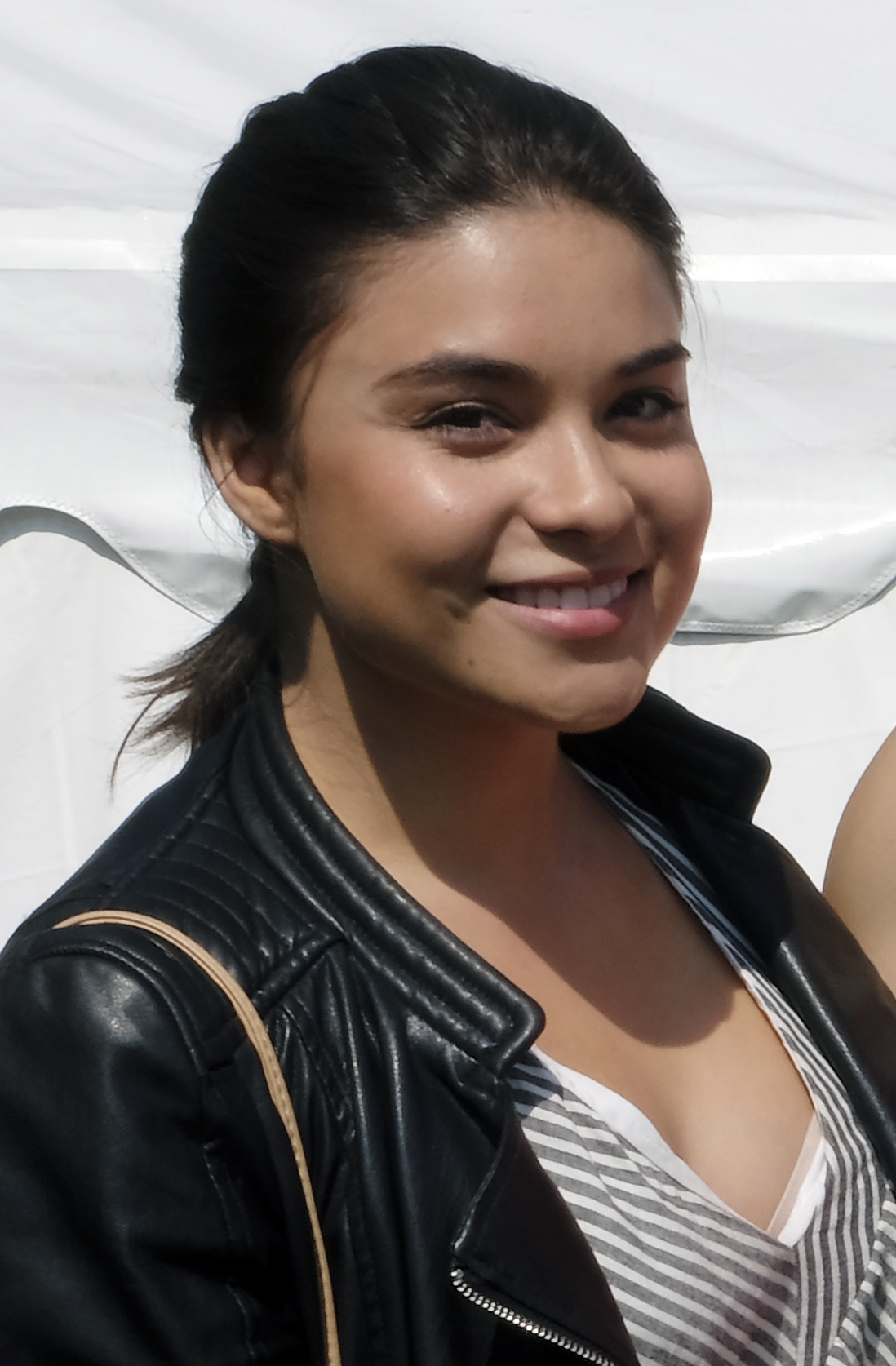
Devery Jacobs, doppiatrice originale di Kahhori.
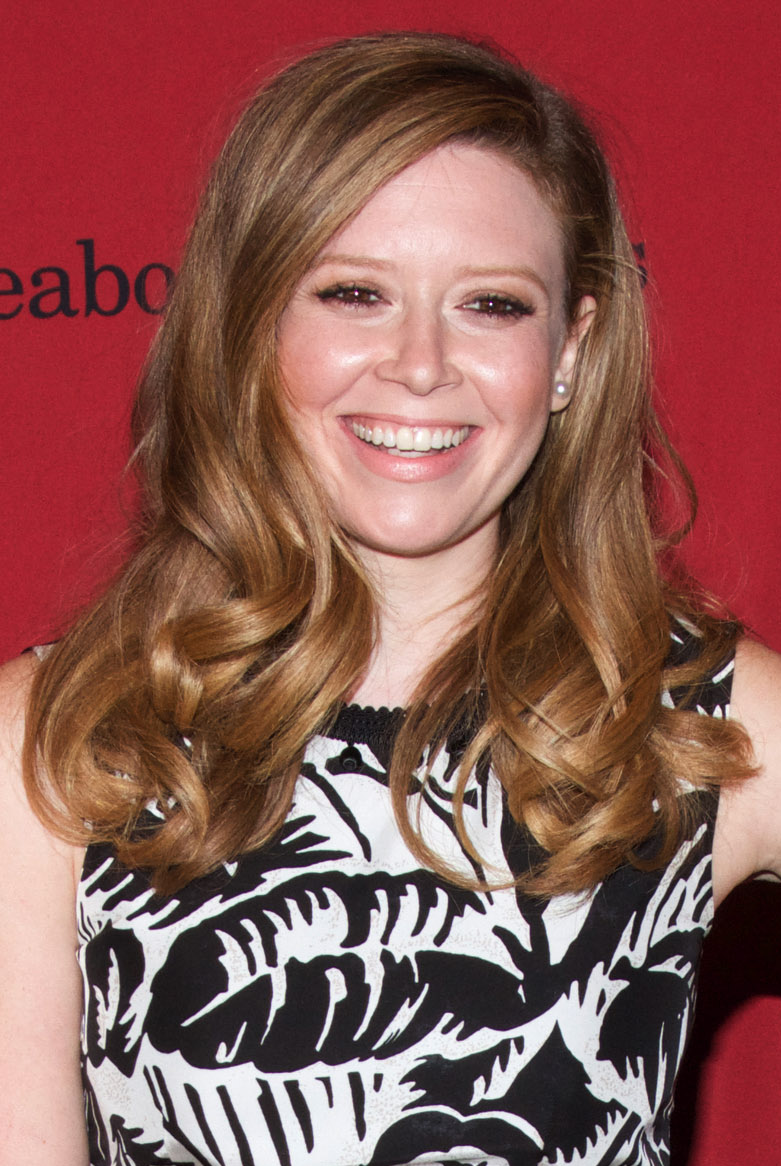
Natasha Lyonne, doppiatrice originale di Byrdie la papera.

## Introdotti inHawkeye
- Eleanor Bishop: La madre di Kate Bishop; è una donna molto ricca che supporta le attività della figlia, pur preoccupandosi per la sua sicurezza e desiderando che venga a lavorare nell'azienda di famiglia. Ha lavorato per anni per il mafioso Kingpin al fine di ripagare alcuni debiti che suo marito aveva con lui. Cerca di lasciare la malavita per il bene di Kate e ciò porta Kingpin ad attentare alla sua vita; Kate riesce a fermare il criminale, poi fa arrestare Eleanor. Nonostante le attività losche in cui è coinvolta, tiene particolarmente al benessere di Kate. Interpretata da Vera Farmiga e doppiata da Daniela Calò.
- Jack Duquesne: Fidanzato di Eleanor Bishop, sembra essere coinvolto in loschi affari. Si scopre che è stato incastrato da Eleanor, ma viene scagionato e si unisce a Kate e Clint per combattere i mafiosi in tuta. Ha una particolare passione per la scherma. Interpretato da Tony Dalton e doppiato da Andrea Lavagnino.
- Maya Lopez / Echo: Una nativa americana sorda con un tutore alla gamba, dotata di grandi capacità di combattimento. È la leader dei "mafiosi in tuta", una gang criminale operante a New York; è ossessionata all'idea di vendicarsi di Ronin (in realtà Clint Barton) per aver ucciso suo padre. Quando viene a sapere da Clint che è stato Kingpin (il suo capo) a ordinare l'omicidio del genitore, si rivolta contro di lui. Interpretata da Alaqua Cox.
- Wilson Fisk / Kingpin: Un potente e spietato signore del crimine di New York. Eleanor ha lavorato per lui, dopo la morte del padre di Kate (poiché aveva lasciato la famiglia piena di debiti). Ha causato la morte del padre di Maya Lopez denunciandolo a Ronin, mentendole e tenendola sotto la sua ala tra le sue schiere criminali. Cerca di uccidere Barton ed Eleanor, ma viene ostacolato da Kate e presumibilmente ucciso da Lopez quando scopre il suo ruolo nell'omicidio del padre. Interpretato da Vincent D'Onofrio e doppiato da Luca Ward.

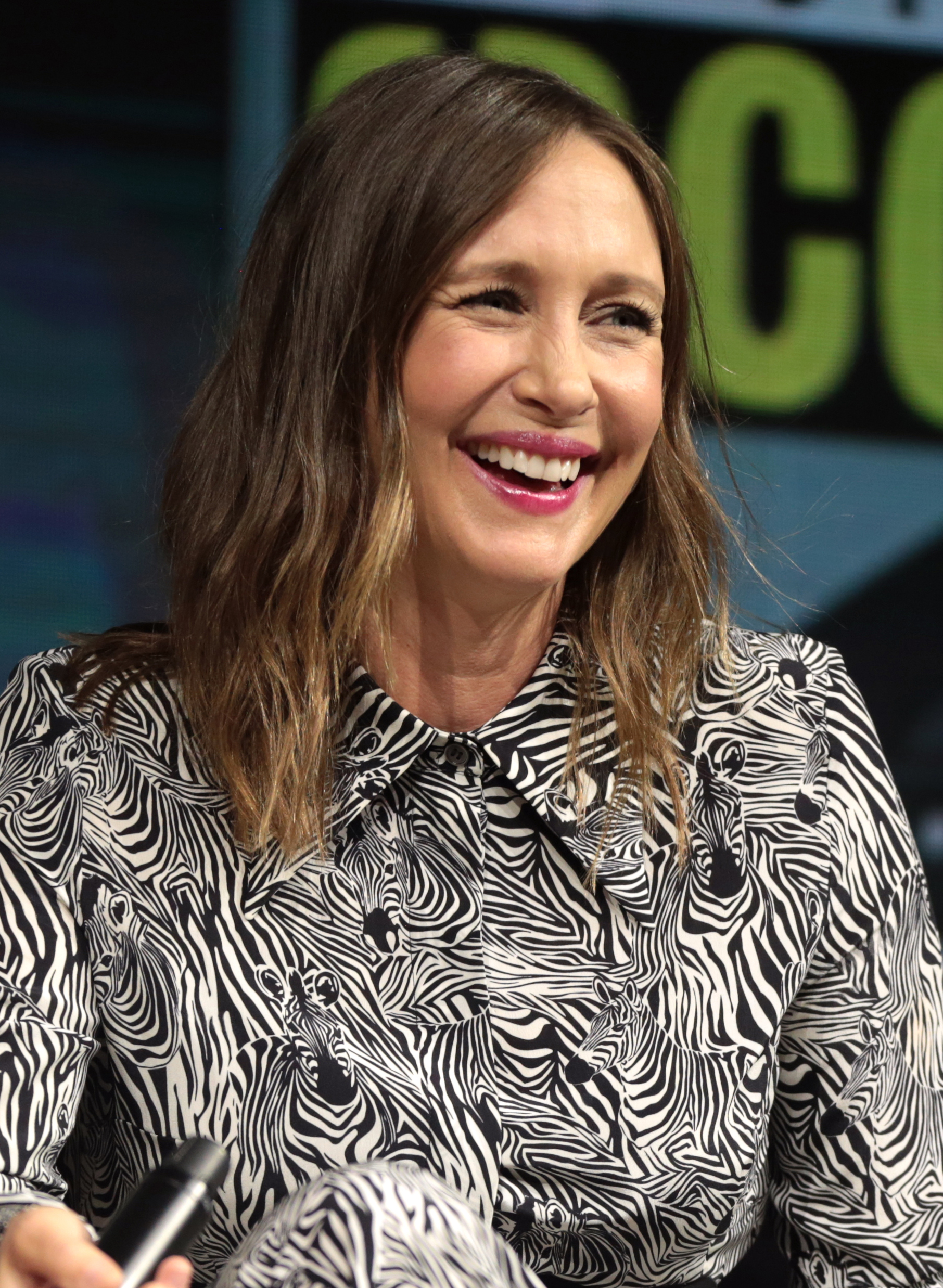
Vera Farmiga, interprete di Eleanor Bishop.
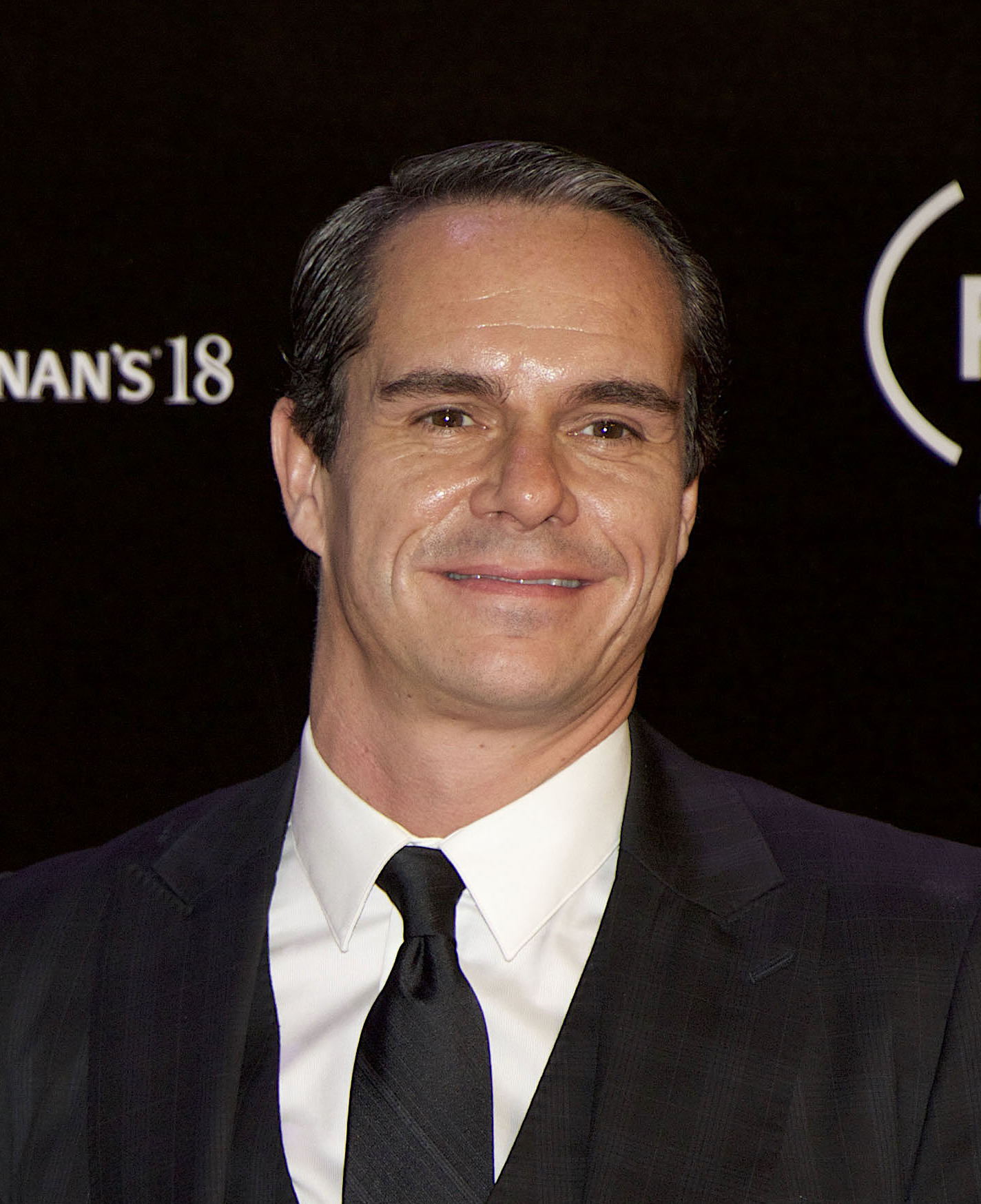
Tony Dalton, interprete di Jack Duquesne.
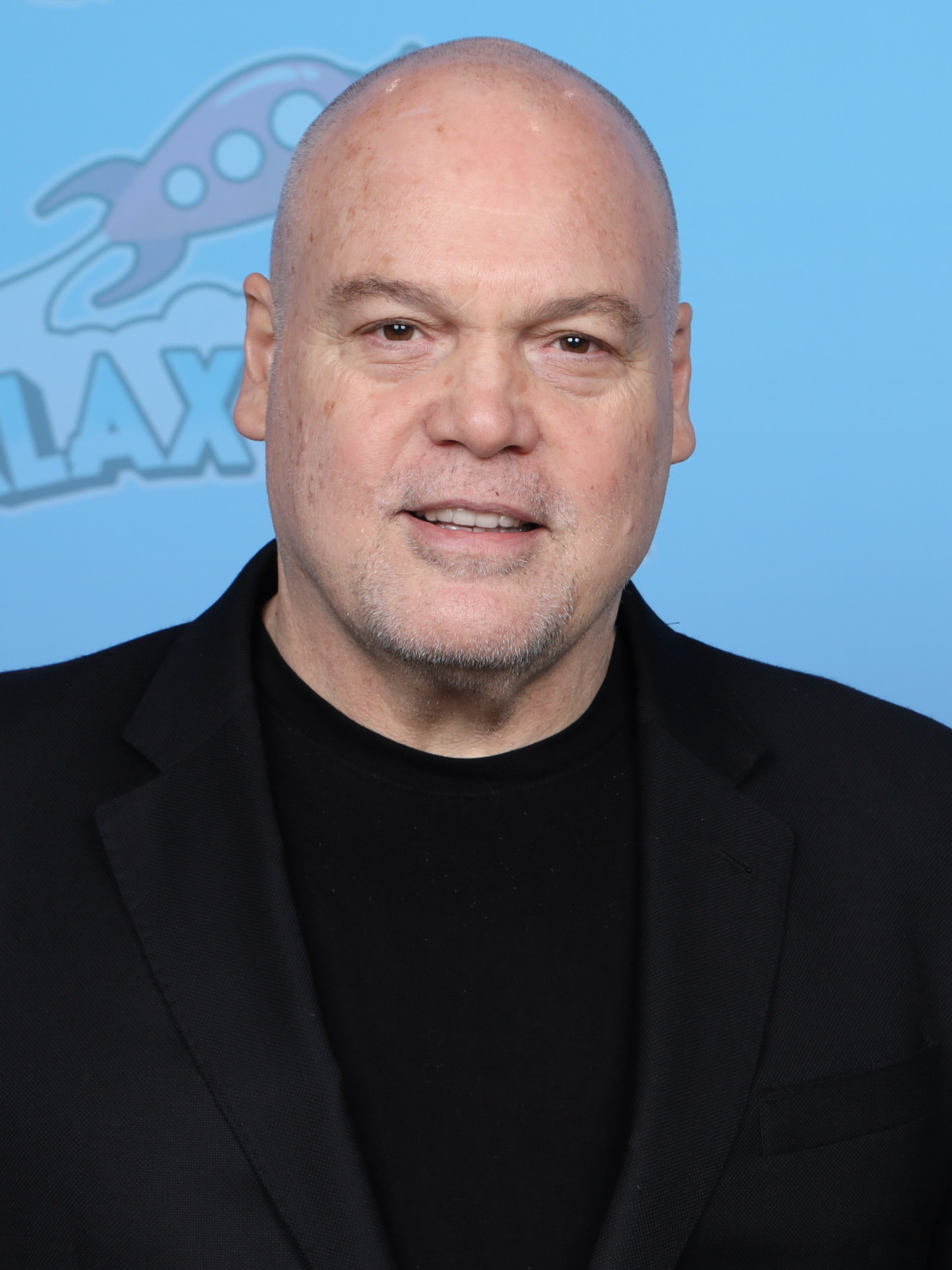
Vincent D'Onofrio, interprete di Wilson Fisk / Kingpin.

## Introdotti inMoon Knight
- Layla El-Faouly / Scarlet Scarab: Un'archeologa e avventuriera moglie di Marc Spector, non è a conoscenza del disturbo del marito e pertanto non sa nulla di Steven Grant. Suo padre venne ucciso da un complice di Grant quando quest'ultimo lavorava ancora come mercenario, evento che ha portato i due a incontrarsi, sebbene Layla scopra la verità solo molti anni dopo. Accetta di diventare temporaneamente l'avatar della dea Taweret per ottenere dei superpoteri e combattere Harrow a fianco del marito. Interpretata da May Calamawy e doppiata da Eva Padoan.
- Arthur Harrow: Il leader dei discepoli di Ammit, una setta il cui obiettivo ultimo è il risveglio di Ammit la Divoratrice (di cui lui è l'avatar) per punire ogni persona sulla Terra destinata eventualmente a compiere malvagità. Sul braccio ha il tatuaggio di una bilancia che rappresenta il giudizio di Ammit; con questo, Arthur può giudicare una persona in base non solo alle sue azioni passate, ma anche a quelle future. Moon Knight e Layla riescono a sconfiggerlo e a intrappolare Ammit nel suo corpo, scegliendo di farli restare in vita in quanto incapaci di nuocere ancora, ma successivamente Harrow viene prelevato e giustiziato da Jake, terza personalità di Spector ancora al servizio di Khonshu. Interpretato da Ethan Hawke  e doppiato da Stefano Benassi.
- Khonshu: Dio egizio della luna e della vendetta, emarginato dagli altri dèi egizi secoli addietro. Ha come avatar umano Marc Spector e per questo riesce a comunicare con lui e le sue identità. Quando Marc e Steven decidono di rinunciare al loro ruolo di avatar, Khonshu a loro insaputa continua a sfruttare come Avatar una terza personalità di Marc, Jake Lockley. Pur essendo orgoglioso e dotato di grande spirito di sacrificio, Khonshu è anche arrogante e manipolatore e non si fa scrupoli a sfruttare le persone intorno a lui per raggiungere i suoi obiettivi, inclusi i suoi stessi avatar. Doppiato in originale da F. Murray Abraham e da Ennio Coltorti in italiano.

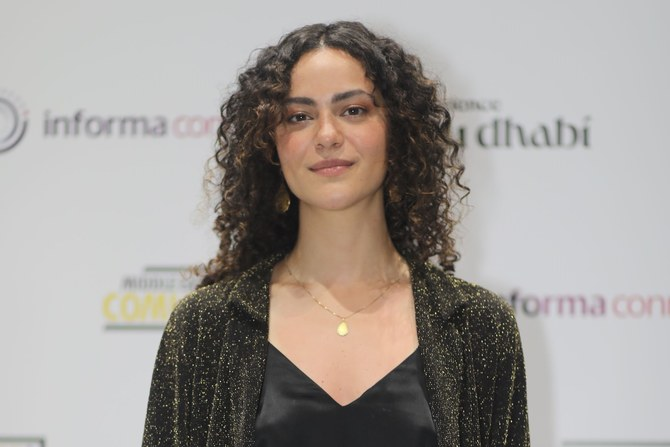
May Calamawy, interprete di Layla El-Faouly / Scarlet Scarab.
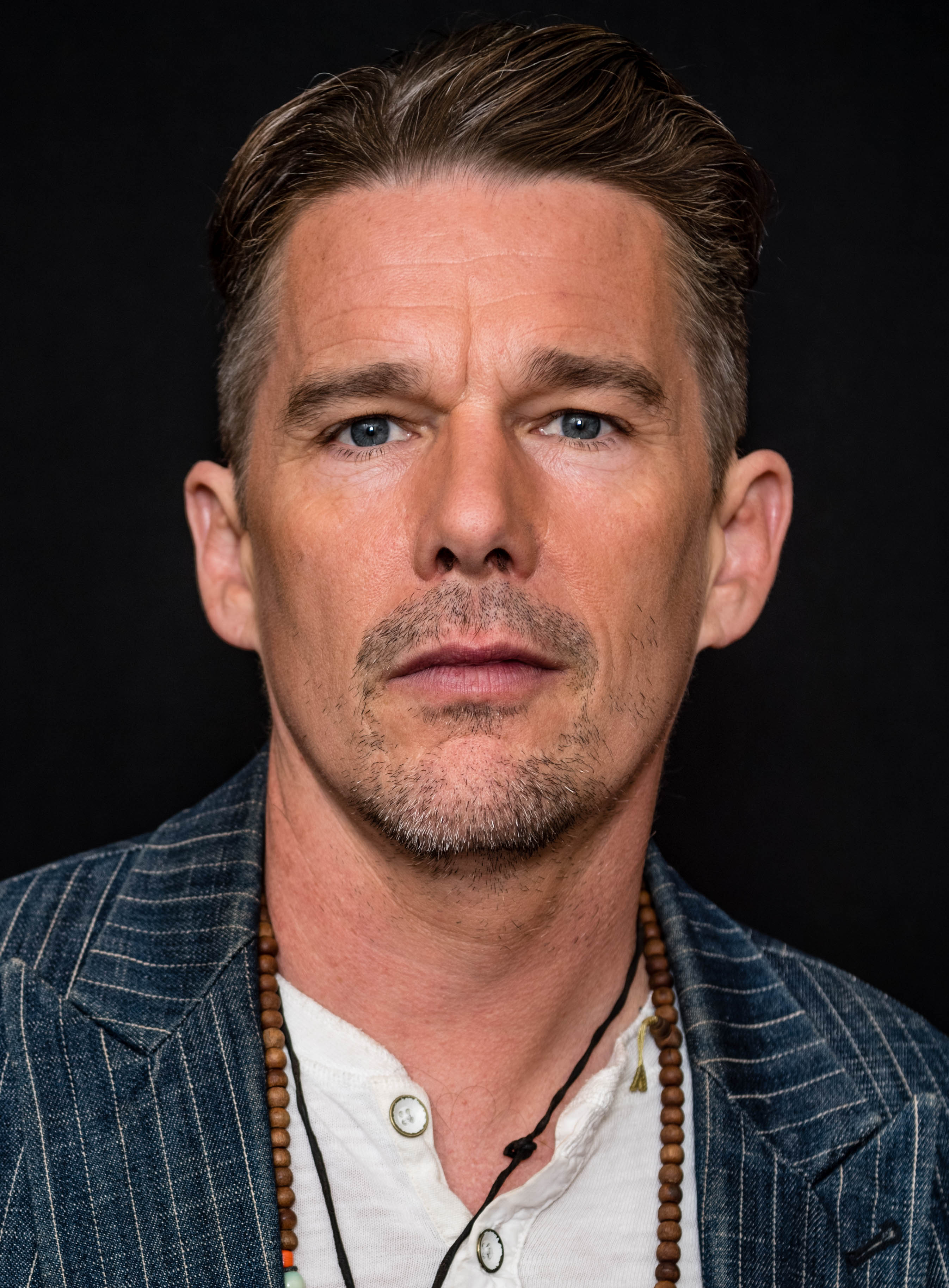
Ethan Hawke, interprete di Arthur Harrow.
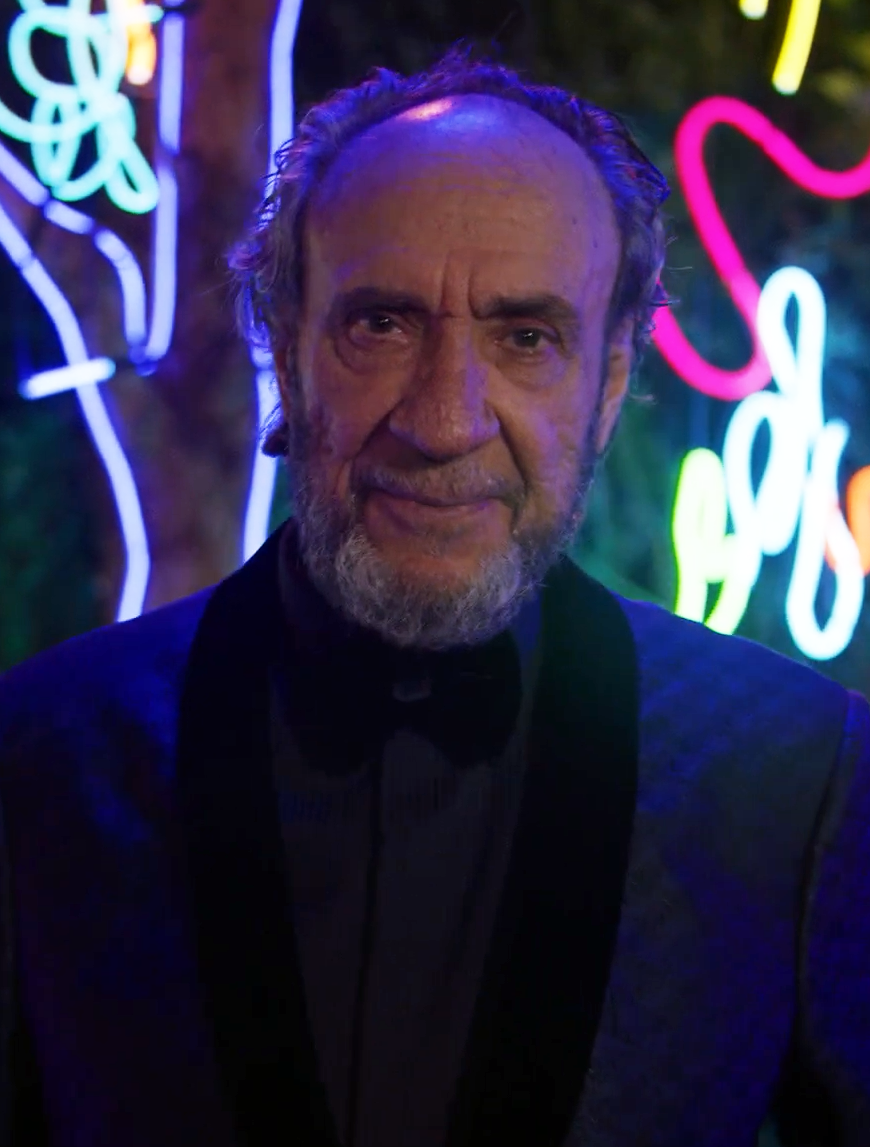
F. Murray Abraham, doppiatore originale di Khonshu.

## Introdotti inMs. Marvel
- Bruno Carrelli: Il migliore amico di Kamala, che condivide con lei la passione per gli Avengers; è molto dotato nelle invenzioni. Interpretato da Matt Lintz e doppiato da Lorenzo Crisci.
- Amir Khan: Il fratello maggiore di Kamala, prossimo alle nozze e dedito alla religione musulmana. Interpretato da Saagar Shaikh e doppiato da Emanuele Ruzza.
- Muneeba Khan: La conservatrice madre di Kamala e Amir, si preoccupa della condotta della figlia e della sua passione per i supereroi. Interpretata da Zenobia Shroff e doppiata da Valeria Vidali.
- Yusuf Khan: Il padre di Kamala e Amir. Interpretato da Mohan Kapur e doppiato da Alessio Cigliano.
- Kareem / Red Dagger: Vigilante che opera a Karachi come membro di un'organizzazione che contrasta i ClanDestine. Interpretato da Aramis Knight e doppiato da Federico Campaiola.

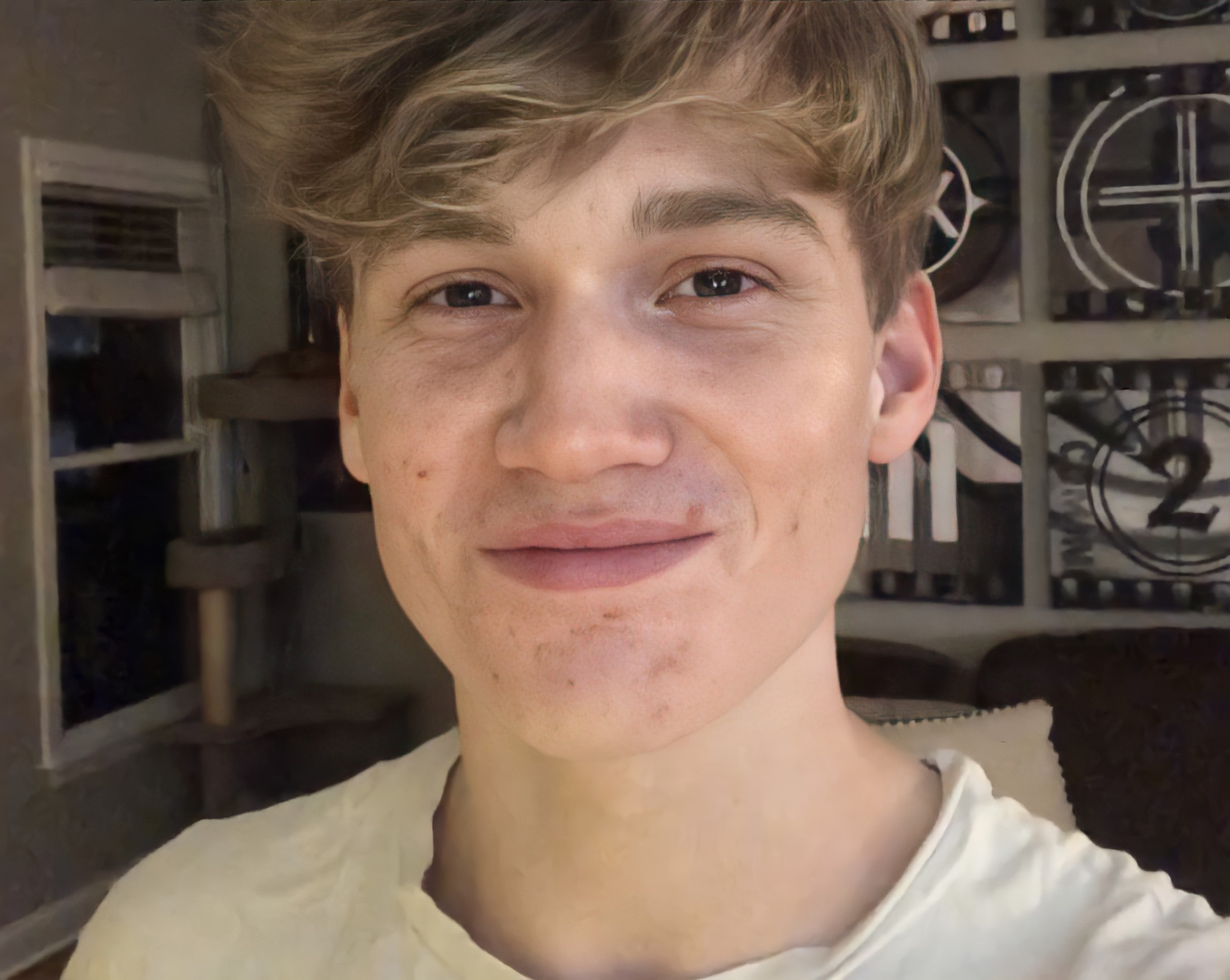
Matt Lintz, interprete di Bruno Carrelli.
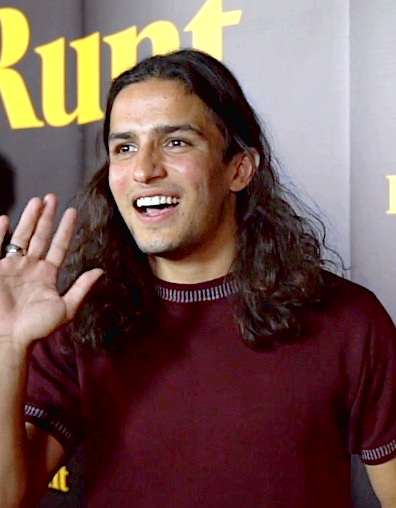
Aramis Knight, interprete di Kareem / Red Dagger.

## Introdotti inShe-Hulk: Attorney at Law
- Nikki Ramos: La migliore amica di Jennifer. Interpretata da Ginger Gonzaga e doppiata da Antilena Nicolizas.
- Augustus "Pug" Pugliese: Un amico e collega di Jennifer e Nikki. Interpretato da Josh Segarra e doppiato da Paolo Macedonio.
- Todd Phelps / HulkKing: Un potenziale pretendente di Jennifer. Interpretato da Jon Bass e doppiato da Francesco Silella.
- Mary MacPherran / Titania: Una popolare influencer ossessionata dalla fama. Possiede una forza sovraumana che la rende in grado di combattere ad armi pari con la sua rivale She-Hulk. Interpretata da Jameela Jamil e doppiata da Ludovica Bebi.

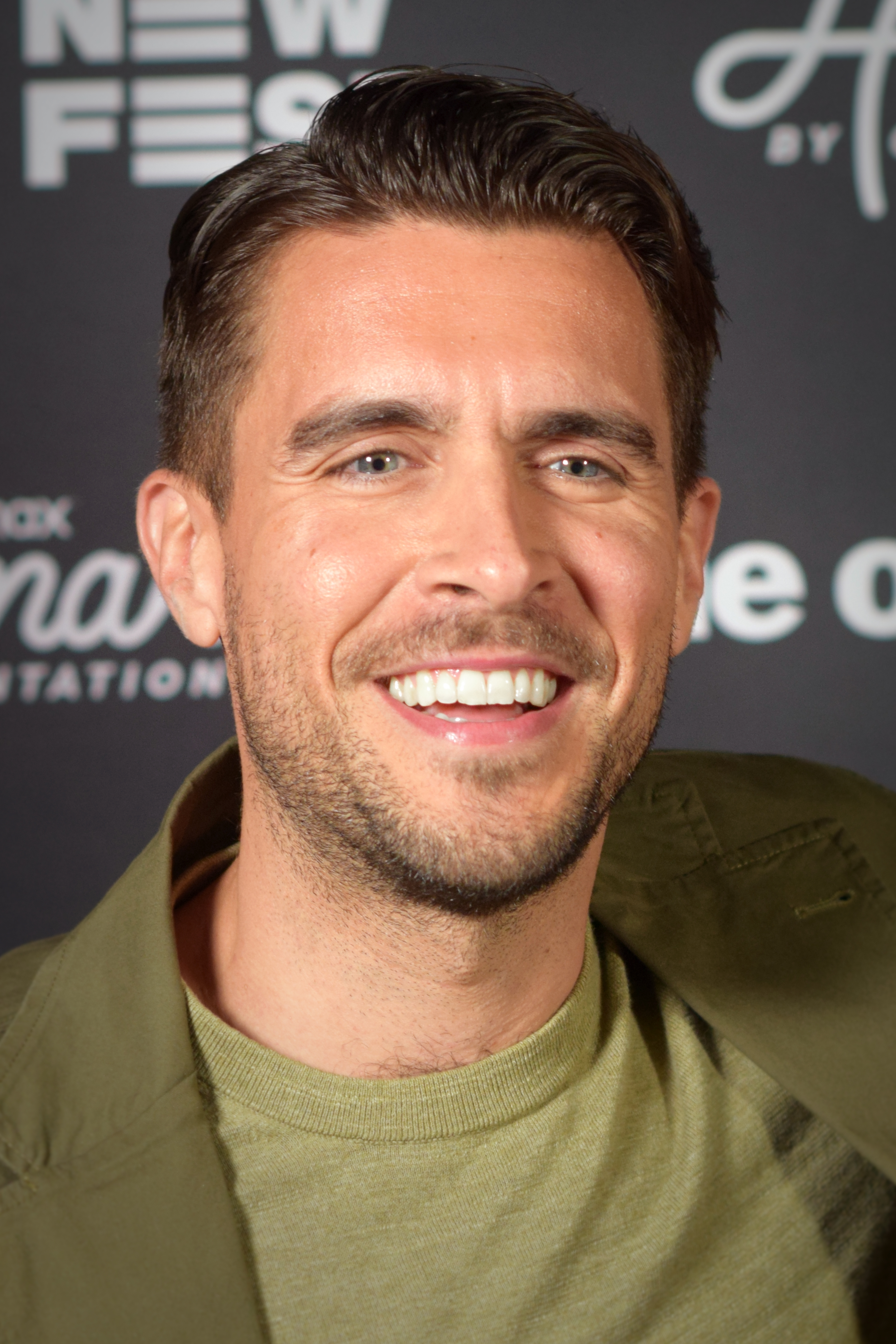
Josh Segarra, interprete di Augustus "Pug" Pugliese.
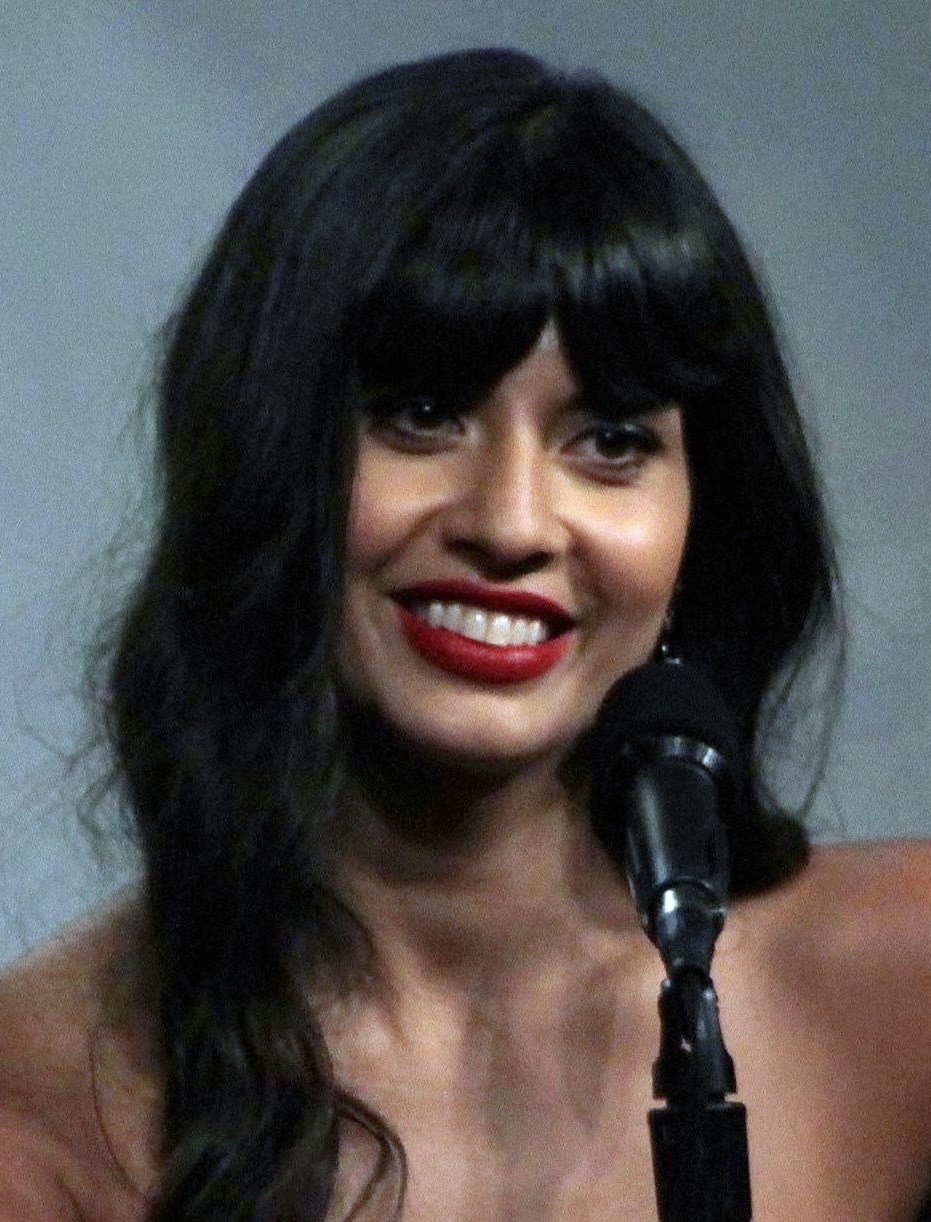
Jameela Jamil, interprete di Mary MacPherran / Titania.

## Introdotti inSecret Invasion
- Gravik / Super-Skrull: Uno Skrull alla guida di un gruppo di terroristi il cui scopo è quello di conquistare la Terra per la propria razza, così da non doversi più nascondere. Odia Fury, accusandolo di aver sfruttato gli Skrull senza mai aiutarli a trovare un nuovo pianeta abitabile. Si rafforza attraverso dei sieri che gli conferiscono i poteri degli Avengers; viene ucciso da G'iah. Interpretato da Kingsley Ben-Adir, doppiato da Diego Gallo.
- Sonya Falsworth: Un'agente del MI6 e vecchia amica di Fury, che indaga sugli attacchi Skrull. Recluta G'iah dopo la morte di Gravik per un progetto sconosciuto. Interpretata da Olivia Colman e doppiata da Francesca Fiorentini.
- Varra / Priscilla Fury: Un'agente Skrull e moglie di Fury. Interpretata da Charlayne Woodard e doppiata da Paola Majano.

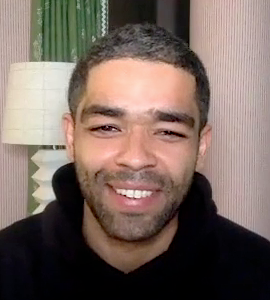
Kingsley Ben-Adir, interprete di Gravik / Super-Skrull.
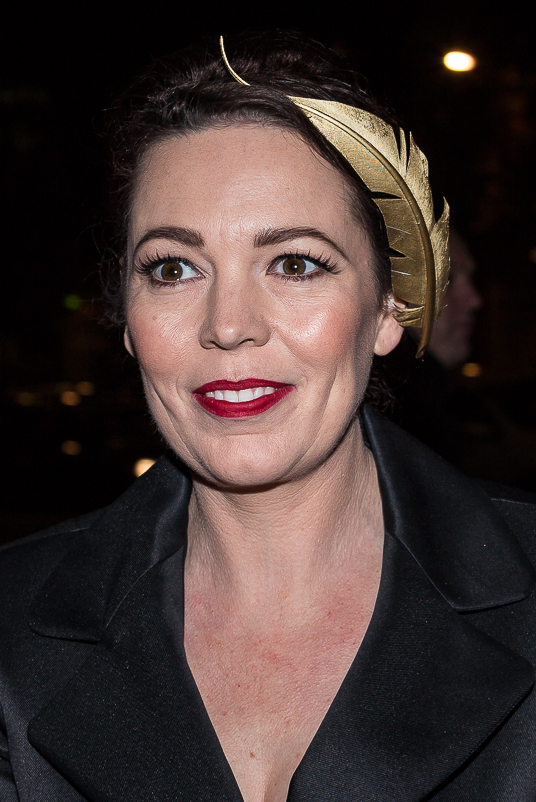
Olivia Colman, interprete di Sonya Falsworth.